# Kaspar Henny
Kaspar „Chaschpi“ Henny (* 15. Februar 1968) ist ein Schweizer Gleitschirmpilot und Gleitschirmlehrer aus Obersaxen (Graubünden).
Er fliegt seit 1990 Gleitschirm, 10 Jahre lang war er im Schweizer Nationalteam.

## Grösste Erfolge
- 1998 – 3. Platz an der Gleitschirm Europameisterschaft
- 1999 und 2000 – je 5. Platz im Paragliding World Cup
- 2003 – Sieg im Red Bull X-Alps
- 2005 – 3. Platz im Red Bull X-Alps

| Personendaten    | Personendaten                  |
| ---------------- | ------------------------------ |
| NAME             | Henny, Kaspar                  |
| ALTERNATIVNAMEN  | Henny, Chaschpi (Spitzname)    |
| KURZBESCHREIBUNG | Schweizer Gleitschirmpilot     |
| GEBURTSDATUM     | 15. Februar 1968               |
| GEBURTSORT       | Obersaxen, Graubünden, Schweiz |